# Димитър Братанов
 Тази статия е за генерала Димитър Братанов.  За политика Димитър Братанов вижте Димитър Братанов (политик).  
Димитър Братанов Братанов е български офицер, генерал-майор.

## Биография
Роден е на 4 август 1899 година в Ябланица. През 1920 година завършва Военното училище, а през 1934 и Военната академия. От 1939 година е военен аташе в Букурещ. През 1943 година започва да преподава във Военната академия. След 9 септември 1944 година е назначен за началник-щаб на дванадесета пехотна дивизия, с която участва в първия етап на така наречената Отечествена война. Във втория етап на война е началник-щаб на четвърти корпус. След май 1945 е началник-щаб на втора армия. През 1945 година е назначен за командир на втора пехотна тракийска дивизия. От 1947 година е началник на катедра във Военната академия. В периода 1950 – 1954 е началник на бойна подготовка. От 1 януари 1950 г. е заместник-началник на Генералния щаб. През 1966 година пише книга, озаглавена „Хора от окопите“. Награждаван е с орден „За храброст“ III степен 2 клас, орден „Свети Александър“ III степен м.с., съветския орден „Отечествена война“ I степен и унгарския орден „На унгарската свобода“.
Личният му архив се съхранява във фонд 2130К в Централен държавен архив. Той се състои от 15 архивни единици от периода 1937 – 1974 г.

## Военни звания
- Подпоручик (4 октомври 1920)
- Поручик (27 ноември 1923)
- Капитан (31 октомври 1930)
- Майор (6 май 1936)
- Подполковник (6 май 1940)
- Полковник (1944)
- Генерал-майор (1951)